# Lew Borodulin
Lew Borodulin (ur. 25 stycznia 1923 w Moskwie, zm. 21 grudnia 2018 w Tel Awiwie) – radziecki fotograf. W latach 50. i 60. fotografował głównie dla magazynu Ogoniok. Najchętniej podejmował tematykę sportową; jego fotografie to głównie studia ruchu, prezentujące sceny z widoków trudnych do zaobserwowania przez widza.
Odsuwanie na dalszy plan wymogów ideologicznych stawianych fotografii przez aparat państwowy sprowadziło na niego represje polityczne, w wyniku których w 1976 przeprowadził się do Izraela.